# Дендрит
Дендрити са израстъците на нервната клетка, чрез които тя приема и предава информация от други клетки към определената цел. Дендритите приемат нервни импулси и ги провеждат по посока към тялото на неврона

## Видове дендритни връзки
В зависимост от различните допирания между дендритите и другите части на неврона, съществуват следните видове връзки:
- Дендро-аксонални
- Дендро-соматични
- Дендро-дендритни